# Adam Young Scores
Adam Young Scores je vedlejší instrumentální projekt založený americkým hudebníkem Adamem Youngem (známým z jeho hlavního projektu Owl City) na počátku roku 2016 v Owatonně, Minnesotě. Jedná se o instrumentální písně, které se vztahují ke konkrétním dějinným událostem či příbězích, které jsou pro Adama něčím speciálním.

## Historie
Od vydání Owl City alba Mobile Orchestra Adam utichl, na sociálních sítích se objevoval jen zřídka, což vysvětluje 18.12.2015 v newsletteru, kde oznamuje, že byl v poslední době zaneprázdněný něčím mimo Owl City, projektem, o kterém více řekne 1. ledna a který bude spuštěn 1. února roku 2016. 1. ledna tedy sděluje název „Adam Young Scores“, což bude projekt, o kterém snil již od svých 16 let, kdy chtěl tvořit hudbu inspirovanou příběhy tak, jak se tvoří pro filmy. Popové prostředí je občas dosti omezující a navíc mnohdy i zdrojem frustrace, proto je rád, že může zvolit tento únik do světa povídek. „Příběhů je nespočetně mnoho. Nabízejí se nám, abych je převyprávěli tak, jak je cítíme. Proto chci vytvářet hudební příběhy, které budou vyprávět o tom, co se dotklo Adama Younga, a to na základě jeho představivosti. Od 1. února začal sdílet písně, které byly volně ke stažení a které byly i s vizuálními doprovody vytvořenými umělcem James R. Eadsem. Projekt má pokračovat tak dlouho, jak to uzná Adam za vhodné, tedy podle inspirace, které se mu bude dostávat, avšak předběžně se počítá s celkem 12 alby. Ovšem s návratem zpět k Owl City Adam rozhodně počítá.
Z dalších interview je možné se dozvědět, že původně v počátcích jeho kariéry jeho tvorbu inspirovala právě hudba ze soundtracků, a to Lví Král, Kráska a zvíře nebo Aladin. Nebo také Adam uvádí, že tvorba 25 až 30 minutového album mu trvá asi tři týdny a je to pro něj rozhodně rychlejší než psaní písní se slovy, neboť se nemusí starat o rýmy. Celý proces psaní probíhá tak, že první týden nebo dva si nejprve shromažďuje informace o konkrétní události, nechává se příběhem prostoupit a poté zhruba vytvoří seznam skladem, které by v albu chtěl. V dalších dnech poté rozvádí jednotlivé nápady a myšlenky a celé dílo musí být dokončeno asi dva týdny před vydáním, aby se vše stihlo nahrát na iTunes a Spotify.
Na celý tento projekt se Adam dívá jako na jakousi přípravu, kdyby se mu v budoucnu dostalo nabídky vytvářet soundtracky k filmům.
Během celého roku měl Adam velkou podporu ve své přítelkyni Abbey Olmsted, která tu a tam zveřejnila také nějaké příspěvky na svých účtech na sociálních sítích Intagram a Tumblr.
26. října Adam vyhlašuje soutěž, kdy nejlepší krátké filmové video, které by obsahovalo písně z tohoto projektu, získá peněžní cenu a také nějaké natáčecí vybavení. Pro fanoušky bylo rovněž překvapením to, že se Adam odbarvil na blond, za což sklidil smíšené reakce.

## Alba

### Apollo 11
| Apollo 11 | Apollo 11                               | Apollo 11 |
| Pořadí    | Název                                   | Délka     |
| --------- | --------------------------------------- | --------- |
| 1.        | Launch                                  | 3:34      |
| 2.        | The Lonely Three                        | 2:08      |
| 3.        | CSM-LM Docking                          | 2:07      |
| 4.        | Trajectory Burn                         | 2:45      |
| 5.        | 400 Degrees Between Sunlight and Shadow | 2:21      |
| 6.        | Lunar Landing                           | 1:47      |
| 7.        | Mare Tranquillitatis                    | 1:38      |
| 8.        | First Step on the Surface               | 1:48      |
| 9.        | Lunar Liftoff                           | 1:29      |
| 10.       | Return to Earth                         | 1:38      |
| 11.       | Re-Entry                                | 2:32      |
| 12.       | Splashdown                              | 1:09      |

Apollo 11 s dovětkem „One Giant Leap for Mankind“ je první album, které bylo vydáno v rámci tohoto hudebního projektu. Pro ty fanoušky, kteří se přihlásili k odběru newsletteru bylo album volně ke stažení, jinak bylo od 1. 2. 2016 k zakoupení na iTunes či k poslechu přes Spotify. Tato série písní zachycuje události během dní 16.-24. července 1969, kdy, jak Adam popisuje, lidé šli na Měsíc, vrátili se na Zemi a historie se jednou provždy změnila. Adam také říká, že ho tato událost nesmírně udivovala a inspirovala, a to už od mala, a pokud by si mohl vybrat kteroukoliv historickou událost, které by mohl být svědkem, pak by to byla tato. Dále pokračuje: „V historii lidstva neexistoval snad větší technický pokrok, který by symbolizoval stejnou představivost, lidskost a údiv, jakou vzbudila mise Apolla 11. Právě tyto pocity chci svou hudbou zachytit, a to tak, jak to sám cítím.“ Obrázek alba vytvořil James R. Eads.

### RMS Titanic
| RMS Titanic | RMS Titanic           | RMS Titanic |
| Pořadí      | Název                 | Délka       |
| ----------- | --------------------- | ----------- |
| 1.          | Southampton           | 2:06        |
| 2.          | Boarding              | 1:56        |
| 3.          | Captain Edward Smith  | 2:08        |
| 4.          | Maiden Voyage         | 2:41        |
| 5.          | Lookout Duty          | 2:32        |
| 6.          | The Iceberg           | 1:57        |
| 7.          | Distress Call         | 3:34        |
| 8.          | Sinking               | 2:00        |
| 9.          | Lifeboats             | 2:04        |
| 10.         | Every Man for Himself | 0:49        |
| 11.         | Silence               | 2:35        |
| 12.         | Survivors             | 3:15        |

RMS Titanic - Tragédie, která otřásla světem – je druhé album, jehož motiv je inspirován katastrofou Titanicu, tedy osudným dnem 15. dubna 1912. Adam již v půli února na svém profilu na Instagramu začal naznačovat, o čem jeho další album bude. Postupně sdílel několik historických fotografií, které zachycovaly stavbu lodi.
O albu píše, že již jako dítě chtěl uctít památku tragédie Titanicu tím, že by vytvořil hudbu podle toho, jak sám cítil to, co se tehdy stalo. Chce tedy zachytit pocity nadšení, předtuchy a čiré hrůzy, které se vážou k nešťastnému luxusnímu parníku. "Nikdy mě nepřestane udivovat, jak křehcí a zranitelní jako lidské bytosti jsme, a to i navzdory předpokladům technologické neomylnosti."
Obrázek alba byl vytvořen Jamesem R. Eadsem.

### The Spirit of St. Louis
| The Spirit of St. Louis | The Spirit of St. Louis | The Spirit of St. Louis |
| Pořadí                  | Název                   | Délka                   |
| ----------------------- | ----------------------- | ----------------------- |
| 1.                      | Takeoff                 | 3:14                    |
| 2.                      | Nova Scotia             | 2:42                    |
| 3.                      | Over Water              | 2:55                    |
| 4.                      | Stars Appear            | 2:19                    |
| 5.                      | The Thunderhead         | 2:55                    |
| 6.                      | Ice On Wings            | 1:47                    |
| 7.                      | The Fog                 | 3:11                    |
| 8.                      | Fighting To Stay Awake  | 3:03                    |
| 9.                      | Land Ahead              | 2:28                    |
| 10.                     | Wheels Down             | 3:38                    |

The Spirit of St. Louis, New York to Paris, je založeno na události prvního úspěšného přeletu přes Atlantik Charlesem Lindberghem v roce 1927. Album je pojmenováno právě podle jeho letadla. 100,000 lidí vítalo Lindbergha, když po 33,5 hodinách ve vzduchu přistával v Paříži a stal se z něj hrdina. „Tak odvážný kousek vždycky rozvířilo mou představivost a často sám sebe přistihnu, že sním o tomto prvním sólo letu. Vzdušná doprava je něco, co dnes beru za samozřejmost, ale v roce 1927 byly věci jiné. Lindberghův průkopnický triumf poté, co se o to několik jiných pokoušelo a neuspělo, mně bude inspirovat i v dalších letech.“
Adam o první skladbě Takeoff říká, že chtěl zachytit takový ten závratný pocit, který při odletu pokaždé zažívá. K tématu přistupuje jako k romantické komedii, kde má Lindbergh velkou lásku v létání.
Adam pár dní před vydáním alba zveřejnil několik krátkých ukázek, ovšem stalo se to, že když na Instagramu sdílel kousek ze skladby Wheels Down, fanoušci mu začali psát, že se přece jedná o skladbu Seagulls z projetu Port Blue. Adam byl tímto dost zaskočen a nechápal, jak o ní vůbec někdo ví. Wheels Down je tedy upravenou verzí Seagulls. Ostatně mnozí fanoušci vyslovili názor, že z těch tří dosud vydaných alb, je The Spirit of St. Louis hodně podobné tvorbě Owl City a Port Blue.
Obal alba je dílem Jamese R. Eadse.

### The Ascent of Everest
| The Ascent of Everest | The Ascent of Everest | The Ascent of Everest |
| Pořadí                | Název                 | Délka                 |
| --------------------- | --------------------- | --------------------- |
| 1.                    | Base Camp             | 3:14                  |
| 2.                    | Khumbu Icefall        | 3:34                  |
| 3.                    | Western Cwm           | 3:16                  |
| 4.                    | Lhotse Face           | 2:56                  |
| 5.                    | South Col             | 3:38                  |
| 6.                    | The Hillary Step      | 3:38                  |
| 7.                    | The Summit            | 4:11                  |

The Ascent of Everest - 29,029 ft, album vydané v měsíci květnu vypráví příběh o výstupu na Mt. Everest. V roce 1953 novozélandský včelař Edmund Hilary a nepálský šerpský horolezec Tenzing Norgay jako první lidé spatřili vrchol této hory. Adamova interpretace tohoto neuvěřitelného činu je kolekcí mrazivých, větrem ošlehaných a sluncem spálených instrumentů, které se postupně s tím, jak skladby plynou, stávají stále více a více potrhané a necelistvé. Navzdory velkému nebezpečí Hilary a Norgay uspěli a vrátili se jako hrdinové.

### Omaha Beach
| Omaha Beach | Omaha Beach           | Omaha Beach |
| Pořadí      | Název                 | Délka       |
| ----------- | --------------------- | ----------- |
| 1.          | H-Hour                | 3:19        |
| 2.          | Seasick               | 3:42        |
| 3.          | On the Beach          | 3:33        |
| 4.          | Bloody Omaha          | 1:56        |
| 5.          | The Cliffs            | 2:36        |
| 6.          | Troops Advance Inland | 4:27        |
| 7.          | Reinforcements        | 2:27        |
| 8.          | The Longest Day       | 3:34        |

Omaha Beach - Into the Jaws of Death je album o vylodění spojenců bojujících proti nacistům na pobřeží Francie v roce 1944. Příběh je o tom, jak nic netušící spojenci přistáli na pláži Omaha, kde na ně čekala německá vojska. Na památku této hrozivé bitvy a všech Američanů, kteří v bitvě bojovali a zemřeli za svobodu druhých, Adam napsal osm skladeb.

### Miracle in the Andes
| Miracle in the Andes | Miracle in the Andes | Miracle in the Andes |
| Pořadí               | Název                | Délka                |
| -------------------- | -------------------- | -------------------- |
| 1.                   | The Fairchild        | 3:44                 |
| 2.                   | Impact               | 3:06                 |
| 3.                   | Making Water         | 4:07                 |
| 4.                   | The Dead             | 3:29                 |
| 5.                   | Avalanche            | 2:23                 |
| 6.                   | The Tail             | 3:44                 |
| 7.                   | Camera               | 2:40                 |
| 8.                   | Parrado and Canessa  | 3:09                 |
| 9.                   | The Rider            | 3:01                 |
| 10.                  | Rescue               | 3:16                 |

Miracle in the Andes - Uruguayan Air Force Flight 571 popisuje Adamovo vnímání letecké katastrofy v Andách z roku 1972, kdy z 45 lidí přežilo pouhých 16, a to po dlouhých dvou měsících, během kterých jediným zdrojem potravy byla těla mrtvých spolucestujících. Adama inspiroval film Přežít natočený v roce 1993 a chtěl tedy zachytit pocity jako strach, hrůzu, šok, beznaděj, ale také konečnou úlevu a vítězství díky nehynoucí síle lidského ducha.
Adam říká, že jednou z jeho oblíbených částí příběhu je, když ti přeživší v troskách letadla najdou fotoaparát a vše kolem dokumentují v naději, že když zemřou, tak jednoho dne tento fotoaparát někdo najde a lidé budou vědět co se jim stalo.

### Project Excelsior
| Project Excelsior | Project Excelsior             | Project Excelsior |
| Pořadí            | Název                         | Délka             |
| ----------------- | ----------------------------- | ----------------- |
| 1.                | The Pilot                     | 3:43              |
| 2.                | Preparations                  | 3:07              |
| 3.                | Helium Balloon                | 4:26              |
| 4.                | Ground Crew                   | 3:29              |
| 5.                | The Ascent                    | 3:44              |
| 6.                | The Highest Step in the World | 3:15              |
| 7.                | The Jump                      | 4:14              |
| 8.                | The Descent                   | 4:45              |
| 9.                | On the Ground                 | 3:31              |

Project Excelsior s dovětkem The Highest Step In The World byl inspirován hudebním videem Dayvan Cowboy skupiny Boards of Canada, které Adam viděl někdy v roce 2005. Hudba byla doprovázená videozáznamem skoku Josepha Kittingera z výšky 102 800 stop, který podnikl v roce 1960. Tak se Adam seznámil se sérií seskoků z velké výšky Josepha Kittingera, který je prováděl za účelem testování parašutistických systémů. Joe Kittinger tímto nastavil hned tři rekordy: seskok z největší výšky, nejdelší volný pád a největší rychlost, které člověk v atmosféře dosáhl. Adam řekl, že čtení a snění o tomto hrdinském činu se pro něj stalo velkou inspirací, která se nezaměnitelně vryla do Adamovy tvorby.
Zajímavostí rovněž je, že skladba Helium Balloon byla známá již z dřívějška. Adam zveřejnil část z ní na svém účtě na Soundcloudu již v dubnu roku 2015, ovšem tehdy nesla název Snowfall.

### Corduroy Road
| Corduroy Road | Corduroy Road           | Corduroy Road |
| Pořadí        | Název                   | Délka         |
| ------------- | ----------------------- | ------------- |
| 1.            | Country Hymn            | 3:00          |
| 2.            | Georgia Boys            | 3:33          |
| 3.            | Up With the Stars       | 1:34          |
| 4.            | Sherman                 | 3:41          |
| 5.            | Kennesaw Mountain       | 2:59          |
| 6.            | Atlanta                 | 3:39          |
| 7.            | The Deep South          | 3:16          |
| 8.            | How Sweet the Sound     | 2:51          |
| 9.            | March to the Sea        | 4:10          |
| 10.           | Fall of the Confederacy | 1:44          |

Corduroy Road: “The Final March of the Civil War” je již osmým albem v řadě. Adam je fascinovaný americkou občanskou válkou, rád si představuje tuto dobu, oblečení, technologii. Nejraději má příběh Williama Tecumseha Shermana, jeho pochod k moři, úspěchy i kritiku za taktiku spálené země. Celkem 62 000 mužů pochodovalo směrem k městu Savannah v Georgii, a vše, co jim stálo v cestě likvidovali. Ne dlouho poté, co Sherman dobyl Kolumbii, Jižní Kalofirnie, se generál Lee vzdal a válka byla u konce.
Corduroy road je vlastně cesta, která se vytvářela tak, že na neprůchodný terén se kladly klády, a to kolmo ke směru cesty.
Album obsahuje také skladby, ve kterých Adam mluví, pokřikuje, brouká, hvízdá, odkašlává… Jsou zde nahrávky bouřky, ptáků a dokonce motiv písně Amazing Grace.

### Voyager 1
| Voyager 1 | Voyager 1          | Voyager 1 |
| Pořadí    | Název              | Délka     |
| --------- | ------------------ | --------- |
| 1.        | 1977               | 4:46      |
| 2.        | Earth              | 4:40      |
| 3.        | Asteroid Belt      | 2:49      |
| 4.        | Jupiter            | 3:58      |
| 5.        | Europa             | 4:18      |
| 6.        | Saturn             | 4:55      |
| 7.        | Titan              | 4:03      |
| 8.        | Neptune            | 2:16      |
| 9.        | Pale Blue Dot      | 3:39      |
| 10.       | Interstellar Space | 4:20      |

Voyager 1: “Wandering The Solar System”, album o vyslání družice v roce 1977, která by zkoumala vnější část Sluneční soustavy. Adam do hudby vnáší své představy toho, jaké věci a co všechno družice při své cestě potkala. Zároveň připomíná známou fotografii Bledě modrá tečka, kterou byl okouzlen již velmi dávno (dokonce tento obrázek sdílel na sociálních sítích) a přiznává, že právě tento záběr byl důvodem vzniku celého alba. Adam zdůrazňuje, že život tak, jak jej známe, je charakteristický právě pro naši planetu a zároveň je opravdu křehký.

### Mount Rushmore
| Mount Rushmore | Mount Rushmore                 | Mount Rushmore |
| Pořadí         | Název                          | Délka          |
| -------------- | ------------------------------ | -------------- |
| 1.             | Gutzon Borglum                 | 3:04           |
| 2.             | The Black Hills                | 2:26           |
| 3.             | Construction                   | 3:19           |
| 4.             | Four Faces                     | 3:33           |
| 5.             | Dynamite                       | 1:21           |
| 6.             | Half a Million Tons of Granite | 3:18           |
| 7.             | Shrine of Democracy            | 2:51           |

Mount Rushmore: “Shrine of Democracy” přibližuje stavbu známého amerického národního památníku Mount Rushmore postaveného v jižní Dakotě během let 1927 až 1941. Tento významný skalní monument se skládá z tváří čtyř prezidentů, a to Washington, Jefferson, Lincoln a Roosevelt. Adam se snažil zachytit průběh stavby, nebezpečné podmínky, ve kterých dělníci pracovali a masu skály, která musela být odstraněna.

### The Endurance
| The Endurance | The Endurance     | The Endurance |
| Pořadí        | Název             | Délka         |
| ------------- | ----------------- | ------------- |
| 1.            | Shackleton        | 3:09          |
| 2.            | Hoist Sail        | 5:13          |
| 3.            | The Weddell Sea   | 2:29          |
| 4.            | Pack Ice          | 3:22          |
| 5.            | Abandon Ship      | 4:08          |
| 6.            | Ocean Camp        | 4:03          |
| 7.            | She's Going, Boys | 3:47          |
| 8.            | The March         | 4:28          |
| 9.            | Elephant Island   | 4:27          |
| 10.           | 800 Miles         | 3:30          |
| 11.           | South Georgia     | 2:46          |

Poslední album Adamova projektu neslo název The Endurance: “Shackleton’s Journey”. Vypráví příběh arktické výpravy Ernesta Shackletona s lodí Endurance v roce 1914, vykresluje všechny útrapy a nesnáze, které loď a posádku potkaly, a také šťastné dosažení South Georgie, nese poselství, že i když se situace zdá naprosto bezútěšná, ne všechno je ztracené.
Tímto albem Adam uzavřel svou téměř roční dráhu jako skladatele soundtrackové hudby. Cítil se nesmírně vděčný, že mu bylo umožněno splnit si sen, který v sobě nosil již od svých 16 let, a děkoval svým fanouškům za jejich podporu.

## Diskografie
Alba
- Apollo 11 (1. února 2016)
- RMS Titanic (1. března 2016)
- The Spirit of St. Louis (1. dubna 2016)
- The Ascent of Everest (1. května 2016)
- Omaha Beach (1. června 2016)
- Miracle in the Andes (1. července 2016)
- Project Excelsior (1. srpna 2016)
- Corduroy Road (1. září 2016)
- Voyager 1 (1. října 2016)
- Mount Rushmore (1. listopadu 2016)
- The Endurance (1. prosince 2016)